# Edward James
Edward William Frank James (16 de agosto de 1907 — 2 de dezembro de 1984) foi um poeta britânico, conhecido como patrocinador do surrealismo.
Edward James nasceu 16 de agosto de 1907, o único filho de William James, um magnata americano do ramo ferroviário, que se mudou para a Inglaterra e casou-se com Evelyn Forbes, uma socialite escocesa. Ele tinha quatro irmãs mais velhas: Audrey, Millicent, Xandra, e Silvia. James foi educado brevemente em Eton, em seguida, no Le Rosey, na Suíça, em seguida, em Christ Church, Oxford, onde foi contemporâneo de Evelyn Waugh e Harold Acton. Em 1912 ele herdou  8 mil acres (32 quilômetros quadrados) da propriedade Dean House, em West Sussex, após a morte de seu pai.
No início dos anos 1930, casou-se com Tilly Losch, uma coreógrafa, atriz e pintora austríaca. Ele encomendou várias produções expressamente para ela, a mais notável das quais foi Les Ballets 1933, que incluiu Kurt Weill, Lotte Lenya e George Balanchine. James e Losch se divorciaram em 1934, acusando-a de adultério com Serge Obolensky Prince, um executivo americano hoteleiro.